# むかし僕が死んだ家
『むかし僕が死んだ家』（むかしぼくがしんだいえ）は、東野圭吾の長編小説。1994年5月に双葉社から単行本が刊行され、1997年5月に講談社文庫版が発行された。

## あらすじ
「あたしは幼い頃の思い出が全然ないの」。7年前に別れた恋人・沙也加の記憶を取り戻すため、私は彼女と「幻の家」を訪れた。それは、めったに人が来ることのない山の中にひっそりと立つ異国調の白い小さな家だった。そこで二人を待ちうける恐るべき真実とは……。

## 登場人物
太字は物語の中で実際に登場する人物
- 私：理学部物理学科第七講座研究助手。30歳前後
- 中野沙也加：旧姓倉橋。「私」が高2から大学4年まで約六年間付き合っていた元彼女。専業主婦・夫は商社勤務。30歳前後
- 御厨佑介：松原湖畔にある灰色の家の元住人・日記を書き残している
- おたいさん（倉橋民子）：御厨家の家政婦
- 御厨啓一郎：松原湖畔にある灰色の家の元住人
- おかあさん（御厨藤子）：御厨佑介の日記に登場する
- あいつ（御厨雅和）：御厨佑介の日記に登場する
- チャーミー：御厨佑介の日記に登場する
- 美晴：沙也加の長女
- 中野政嗣：御厨啓一郎の恩師
- 小倉荘八：神奈川県警の刑事
- 磯貝：実業家
- 工藤：「私」と中野沙也加の高校時代の同級生・クラス会の幹事